# NGC 4185
NGC 4185 ist eine Spiralgalaxie vom Hubble-Typ Sbc mit aktivem Galaxienkern im Sternbild Haar der Berenike am Nordsternhimmel. Sie ist schätzungsweise 174 Millionen Lichtjahre von der Milchstraße entfernt und hat einen Durchmesser von etwa 180.000 Lichtjahren. Vom Sonnensystem aus entfernt sich das Objekt mit einer errechneten Radialgeschwindigkeit von näherungsweise 3.900 Kilometern pro Sekunde.
Sie ist die Zentralgalaxie des 13 Mitglieder zählenden Lyons Groups of Galaxies LGG 276.
Das Objekt wurde am 11. April 1785 von Wilhelm Herschel entdeckt.

## LGG 276
| Galaxie   | Alternativname | Entfernung/Mio. Lj |
| --------- | -------------- | ------------------ |
| NGC 4131  | PGC 38573      | 171                |
| NGC 4132  | PGC 38593      | 179                |
| NGC 4134  | PGC 38605      | 171                |
| NGC 4185  | PGC 38995      | 174                |
| NGC 4169  | PGC 38892      | 169                |
| NGC 4174  | PGC 38906      | 180                |
| NGC 4175  | PGC 38912      | 179                |
| NGC 4253  | PGC 39525      | 173                |
| NGC 4196  | PGC 39098      | 177                |
| PGC 38984 | UGC 7221       | 170                |
| PGC 39322 | UGC 7294       | 173                |
| PGC 38602 | MCG +5-29-24   | 175                |
| PGC 38903 | MCG +5-29-35   | 173                |